# Валентина Матвијенко
Валентина Ивановна Матвијенко (рус. Валентина Ивановна Матвиенко; Шепетовка, УССР, СССР, 7. април 1949) предсједник је Савјета Федерације, горњег дома Федералне скупштине. Стални је члан Савјета безбједности Руске Федерације. Од 2003. до 2011. била је губернатор Санкт Петербурга.
Сматра се за трећу личност у држави, одмах након предсједника Владимира Путина и премијера Михаила Мишустина.

## Биографија

### СССР
Рођена је 7. априла 1949. године у Украјини, СССР. Године 1972. завршила је Лењинградски хемијско-фармацеутски институт, а 1985. године и Академију друштвених наука при Централном комитету КПСС. Године 1991. завршила је курс за усавршавање руководећих дипломатских радника при Дипломатској академији Министарства иностраних послова СССР.
Од 1972. године радила је при Комунистичком савезу омладине. Од руководиоца одсјека Петроградског рејонског комитета Комунистичког савеза омладине напредовала је до првог секретара Лењинградског обласног комитета Комунистичког савеза омладине.
У периоду 1984—1986. била је први секретар Црвеногардејског рејонског комитета КПСС, а у периоду 1986—1989. била је замјеник предсједника Извршног комитета Лењинградског совјета. Године 1989. изабрана је за народног депутата СССР. Била је предсједник Комитета Врховног совјета СССР за питања жена, заштите породице, материнства и дјеце.

### Русија
У периоду 1991—1998. била је на дипломатској служби. Била је амбасадор СССР и Руске Федерације у Републици Малти (1991—1994), директор Департмана за односе са субјектима федерације, парламентом и друштвено-политичким организацијама Министарства иностраних послова (1995—1997), члан Колегијума Министарства иностраних послова (1995—1997) и амбасадор Русије у Грчкој (1997—1998).
У периоду 1998—2003. радила је као замјеник предсједника Владе Руске Федерације, надгледала је социјалну сферу. Дана 19. марта 2003. године именована је за опуномоћеног представника предсједника Руске Федерације у Сјеверозападном федералном округу.
У периоду 2003—2011. године обављала је дужност губернатора Санкт Петербурга. Дана 31. августа 2011. именована је за представника Владе Санкт Петербурга у Савјету Федерације, а 21. септембра 2011. изабрана је и за предсједника Савјета Федерације. Постала је трећа личност у држави и прва жена на тој функцији.

## Награде
- 2017: Награда Браћа Карић